# Elh Kmer
Elh Kmer, né le 12 novembre 1995 à Yaoundé au Cameroun, est un rappeur et auteur-compositeur-interprète français. Il grandit à Boulogne-Billancourt, dans les Hauts-de-Seine, et débute le rap avec le groupe 40000 Gang.

## Biographie

### Vie privée
Elh Hadj de son prénom, naît le 12 novembre 1995 à Yaoundé, au Cameroun. Il arrive en France à l'âge de 11 ans pour échapper à la pauvreté de son pays d'origine. Il est le plus jeune d'une famille de cinq enfants.
Elh Kmer apprécie particulièrement le football et aurait potentiellement pu devenir joueur professionnel de ce sport, mais a opté pour la musique,. Il est dit ouvert d'esprit, curieux et intéressé par tous les styles de musique. Ne trouvant pas sa place dans les méandres de l'éducation, Elh Kmer arrête l'école prématurément. Il est père d'un enfant.

### Carrière

#### Prémices
Elh Kmer débute le rap à l'âge de 12 ans environ avec un groupe d'amis, dans un premier temps pour combler l'ennui. Vers 13-14 ans, ils se retrouvent pour la première fois en studio, au même moment où il commence à écrire des textes qui relatent son quotidien. Il écoute des artistes de sa ville, comme Salif et Booba, mais aussi du rap américain et le groupe français La Comera.

#### Avec le 40000 Gang (jusqu'en 2015)
Elh Kmer est membre du 40000 Gang, d'abord appelé S.D.H.S Family (pour Soldats des Hauts-de-Seine) entre 2011 et 2014. Ils se font connaitre avec le titre 40K, qui totalise plus de cinq millions de vues sur YouTube. D'autres titres peuvent être notés, comme Sosa ou encore Vrai en featuring avec Booba. C'est justement sur la chaîne de ce dernier que sont dès lors partagés les clips du 40000 Gang, puisqu'ils signent sur son label, le 92i, en février 2015. Le collectif, aujourd'hui séparé, apparaît pour la dernière fois sur un morceau fin juin 2015.

#### Débuts solo (2015-2016)
En octobre 2015, Elh Kmer annonce se lancer dans sa carrière solo et propose un premier morceau le mois suivant sur le label Ombre et Lumière : Sarajevo. Au mois de décembre, il sort deux opus du Freestyle de l'ombre,. Le titre Block parait en mars 2016. Il termine l'année 2016 avec trois morceaux supplémentaires : Grosse folle, Bois et Homicide.
En 2018, il commente ce choix de carrière solo : « Je préfère travailler seul, parce que t’es vraiment libre de tes mouvements, de ta direction artistique, de ce que tu veux faire, où tu veux le faire et quand tu veux le faire. Quand on est en groupe, les idées sont divisées, il y a beaucoup de désaccords sur certains points alors que maintenant je suis maître de moi-même ».

#### Indépendant(2017)
Au début du mois de mars 2017, Elh Kmer partage le morceau Jacques a dit, suivi de son premier projet, Indépendant, qui regroupe dix morceaux, dont ses six premiers singles. Parmi les quatre nouveautés, FUPM, qui est un featuring avec Vesti et Braki qui faisaient aussi partie du 40000 Gang[source secondaire souhaitée].
En septembre, Elh Kmer est l'invité de Sofiane pour le premier épisode de l'émission Rentre dans le Cercle, qui doit promouvoir de jeunes talents. Il est aux côtés de Ninho, YL et Leto notamment. Sa prestation est l'une des plus appréciées.

#### Antidote (2018)
Aucun morceau ne sort jusqu'au titre Pas des nôtres, 11 mois plus tard, en février 2018. Deux morceaux de #QDLV[Quoi ?] sortent en mars et en avril, suivis de Bonaparte mi-avril et La vie est belle en juin. Le 6 juillet 2018, Elh Kmer dévoile son deuxième projet, Antidote, composé de 11 titres, dont un seul est déjà sorti auparavant. Certains le comparent alors à Gradur et Dosseh.

#### Rescapé(2020)
Une deuxième pause dans la carrière de l'artiste dure jusqu'à La vie est belle au mois d'avril 2020, en plein confinement dû à la pandémie de Covid-19.
Il s'engage ensuite avec le label indépendant Low Wood, qui collabore avec Play Two. Ce n'est autre que le label indépendant le plus important de France, avec à eux deux des artistes comme Asaf Avidan, Hatik, Julien Clerc, Lara Fabian, Gims, Jok'Air, Marc Lavoine, So La Lune, Tayc ou encore Yannick Noah[source insuffisante],[source insuffisante]. Cinq singles plus tard, dont Béni et un featuring avec Roshi, Elh Kmer propose son troisième projet, intitulé Rescapé, le 27 novembre 2020. Celui-ci est composé de sept titres et on y retrouve[style à revoir] d'autres artistes du label : Jok'Air, So La Lune, ZeGuerre, M.A.D et Roshi[source secondaire souhaitée].
Le projet ne connaît pas un grand succès, deux morceau ne dépassant pas les 100 000 streams en juillet 2023[source secondaire souhaitée]. Les deux plus gros succès sont Béni et Mélodie glorieuse[source secondaire souhaitée].

#### Premiers succès (2021)
C'est en 2021 que Elh Kmer commence à se faire un nom dans le milieu du rap français. Cette année-là sortent notamment Sentiments , Promis ou encore Izanagi, mais également six autres morceaux plus discrets[source secondaire souhaitée].

#### 4 Saisons(2022)
Elh Kmer commence l'année 2022 par deux singles, puis propose Douleur, qui est le premier extrait du premier EP de sa série 4 Saisons. Parmi les sept titres du projet Hiver, sorti le 18 mars, se trouve notamment Céline (feat. So La Lune), qui reprend la musique du film Titanic[source secondaire souhaitée].
Il apparaît ensuite sur l'album Paris Sud de KR Malsain[source secondaire souhaitée], avant de proposer l'EP Printemps de sa série le 17 juin. Sur ce nouvel opus se trouvent Leto et Mac Tyer. Le 16 septembre, c'est au tour de Eté d'être dévoilé, où aucun autre artiste ne collabore. Elh Kmer termine l'année 2022 avec le quatrième et dernier EP, Automne, sur lequel se trouve le rappeur Norsacce Berlusconi.

#### Vivaldi(2023)
Les deux premiers morceaux de l'année 2023 d'Elh Kmer sont Old Boy et Apnée, tous deux accompagnés de l'indication « (en attendant Vivaldi) »[source secondaire souhaitée], du nom de son premier album. Celui-ci est propulsé par le titre 400m2, qui sort le 17 mars, et Nouvelle map, le 14 avril.
Vivaldi sort le 28 avril 2023 et est composé de 16 morceaux, tous en solo. Trois morceaux intriguent les auditeurs : Interlude Vatna 26.05, Interlude Jökul 23.06 et Interlude Vik 21.07. Ce sont en effet les dates de sorties des rééditions de son album. C'est ainsi que sort Vivaldi : Vatna le 26 mai, avec trois morceaux supplémentaires et un featuring avec Genezio. Un mois plus tard, Elh Kmer dévoile deux nouveau titres dans Vivaldi : Jökul le 23 juin. Le 21 juillet sortira Vivaldi : Vík. Il s'agit d'un « renouveau artistique », et d'un « voyage musical à la fois solitaire et froid, tout aussi délicat que cruel ».
Pour ce premier album, Elh Kmer s'est rendu en Islande. Les noms des extensions de ses albums proviennent du glacier Vatnajökull (jökull signifiant glacier) et du village de Vík í Mýrdal, situé à proximité. Les teasers et covers de ses albums proviennent également du pays de glace et de feu, avec des portraits faits sur l'île par Charlotte Steppé. Il en va de même pour les clips des deux premiers extraits, qui sont salués par certaines critiques.

#### KJU(2024)
À la fin de l'été, Elh Kmer est de retour au studio et tease sur les réseaux sociaux la sortie d'un potentiel nouveau projet. Le 27 octobre, il signe sa première collaboration internationale en posant sur le morceau Kapie de l'album Księga Dżungli des rappeurs polonais Kabe et Opiat[source secondaire souhaitée].
Après un single fin novembre 2023, qui reprend une imagerie de discours, de dictateur et de Corée du Nord, une « première prise de parole »[source secondaire souhaitée], Elh Kmer donne rendez-vous à ses fans pour le 15 décembre 2023 pour single Pi.
La mixtape KJU sort le 1er mars 2024.KJU compte ainsi douze titres, dont Jardin avec So La Lune qui est le plus grand succès du projet. Osirus Jack figure quant à lui sur KN-24[source secondaire souhaitée].

#### Amaru(2024)
Pendant l'été 2024, Elh Kmer partage les singles Okocha, Milla et Weah, pour une série qui met à l'honneur d'importants footballeurs du continent africain : Jay-Jay Okocha, Roger Milla et George Weah[source secondaire souhaitée]. Leurs visages et/ou maillots apparaissent sur les pochettes des morceaux.
Après plusieurs storys énigmatiques[source secondaire souhaitée], Elh Kmer annonce le 21 octobre la sortie de son album Amaru pour le 29 novembre 2024. La cover est une photo réalisée à Cape Town.
Le mercredi 23 octobre en début de soirée, il dévoile le single 500m² accompagné d'un clip tourné en Afrique du Sud. Les semaines suivantes, il dévoile encore Oh Mama, Amaru, 2 Sistas et 404, Pt.2[source secondaire souhaitée]. Ce sont cinq extraits du projet, qui compte 14 titres. Quelques jours avant la sortie de l'album, Elh Kmer dévoile le freestyle Boosk'Amaru en reprenant les codes de Booska-P, qui l'ignore[source secondaire souhaitée].
Le 27 novembre, Elh Kmer partage un documentaire de vingt minutes retraçant l'histoire de cet album, dont le nom reprend le second prénom de Tupac[source secondaire souhaitée].

## Style
Elh Kmer fait d'abord de la trap et aborde des sujets difficile, comme la migration, l'affaire Bernard de La Villardière et les bavures policières. Ce dernier sujet le touche particulièrement, étant donné qu'il a vécu certaines injustices avec la police, et en vit encore en 2018 au moins. « Pour moi, c’était obligé d’en parler en musique, sans provocation ni quoique ce soit. Ca me permet de l’évacuer ».
Avec le temps, sa musique évolue beaucoup, pour devenir bien plus calme en 2023. On dit de lui qu'il « maîtrise parfaitement mélodie, punchlines acérées et kickage ». Il est également décrit comme « un fidèle lyriciste aux grandes capacités techniques et aux talents multiples ».

## Discographie

### Albums
| Vivaldi (2023, Low Wood / Play Two) | Vivaldi (2023, Low Wood / Play Two) | Vivaldi (2023, Low Wood / Play Two) | Vivaldi (2023, Low Wood / Play Two) | Vivaldi (2023, Low Wood / Play Two) | Vivaldi (2023, Low Wood / Play Two) | Vivaldi (2023, Low Wood / Play Two) | Vivaldi (2023, Low Wood / Play Two) | Vivaldi (2023, Low Wood / Play Two) | Vivaldi (2023, Low Wood / Play Two) |
| No                                  | Titre                               | Durée                               |                                     |                                     |                                     |                                     |                                     |                                     |                                     |
| ----------------------------------- | ----------------------------------- | ----------------------------------- | ----------------------------------- | ----------------------------------- | ----------------------------------- | ----------------------------------- | ----------------------------------- | ----------------------------------- | ----------------------------------- |
| 1.                                  | Vivaldi                             | 3:24                                |                                     |                                     |                                     |                                     |                                     |                                     |                                     |
| 2.                                  | 400m2                               | 2:41                                |                                     |                                     |                                     |                                     |                                     |                                     |                                     |
| 3.                                  | Nuage                               | 3:19                                |                                     |                                     |                                     |                                     |                                     |                                     |                                     |
| 4.                                  | Monsieur                            | 3:04                                |                                     |                                     |                                     |                                     |                                     |                                     |                                     |
| 5.                                  | Interlude Vatna 26.05               | 0:36                                |                                     |                                     |                                     |                                     |                                     |                                     |                                     |
| 6.                                  | Nouvelle Map                        | 3:09                                |                                     |                                     |                                     |                                     |                                     |                                     |                                     |
| 7.                                  | Cœur flottant                       | 3:48                                |                                     |                                     |                                     |                                     |                                     |                                     |                                     |
| 8.                                  | 404                                 | 3:20                                |                                     |                                     |                                     |                                     |                                     |                                     |                                     |
| 9.                                  | Dapper Dan                          | 3:09                                |                                     |                                     |                                     |                                     |                                     |                                     |                                     |
| 10.                                 | Interlude Jökul 23.06               | 0:40                                |                                     |                                     |                                     |                                     |                                     |                                     |                                     |
| 11.                                 | Shay                                | 2:50                                |                                     |                                     |                                     |                                     |                                     |                                     |                                     |
| 12.                                 | Sherif                              | 3:12                                |                                     |                                     |                                     |                                     |                                     |                                     |                                     |
| 13.                                 | Shawty                              | 3:23                                |                                     |                                     |                                     |                                     |                                     |                                     |                                     |
| 14.                                 | Glacier                             | 3:17                                |                                     |                                     |                                     |                                     |                                     |                                     |                                     |
| 15.                                 | Mal-aimé                            | 3:00                                |                                     |                                     |                                     |                                     |                                     |                                     |                                     |
| 16.                                 | Interlude Vik 21.07                 | 0:34                                |                                     |                                     |                                     |                                     |                                     |                                     |                                     |
| 43:26                               |                                     |                                     |                                     |                                     |                                     |                                     |                                     |                                     |                                     |

| Vivaldi : Vatna (2023, Low Wood / Play Two) | Vivaldi : Vatna (2023, Low Wood / Play Two) | Vivaldi : Vatna (2023, Low Wood / Play Two) | Vivaldi : Vatna (2023, Low Wood / Play Two) | Vivaldi : Vatna (2023, Low Wood / Play Two) | Vivaldi : Vatna (2023, Low Wood / Play Two) | Vivaldi : Vatna (2023, Low Wood / Play Two) | Vivaldi : Vatna (2023, Low Wood / Play Two) | Vivaldi : Vatna (2023, Low Wood / Play Two) | Vivaldi : Vatna (2023, Low Wood / Play Two) |
| No                                          | Titre                                       | Durée                                       |                                             |                                             |                                             |                                             |                                             |                                             |                                             |
| ------------------------------------------- | ------------------------------------------- | ------------------------------------------- | ------------------------------------------- | ------------------------------------------- | ------------------------------------------- | ------------------------------------------- | ------------------------------------------- | ------------------------------------------- | ------------------------------------------- |
| 17.                                         | Porte des étoiles (featuring Genezio)       | 2:50                                        |                                             |                                             |                                             |                                             |                                             |                                             |                                             |
| 18.                                         | Italique                                    | 2:56                                        |                                             |                                             |                                             |                                             |                                             |                                             |                                             |
| 19.                                         | HLM marbré                                  | 3:02                                        |                                             |                                             |                                             |                                             |                                             |                                             |                                             |
| 8:48                                        |                                             |                                             |                                             |                                             |                                             |                                             |                                             |                                             |                                             |

| Vivaldi : Jökul (2023, Low Wood / Play Two) | Vivaldi : Jökul (2023, Low Wood / Play Two) | Vivaldi : Jökul (2023, Low Wood / Play Two) | Vivaldi : Jökul (2023, Low Wood / Play Two) | Vivaldi : Jökul (2023, Low Wood / Play Two) | Vivaldi : Jökul (2023, Low Wood / Play Two) | Vivaldi : Jökul (2023, Low Wood / Play Two) | Vivaldi : Jökul (2023, Low Wood / Play Two) | Vivaldi : Jökul (2023, Low Wood / Play Two) | Vivaldi : Jökul (2023, Low Wood / Play Two) |
| No                                          | Titre                                       | Durée                                       |                                             |                                             |                                             |                                             |                                             |                                             |                                             |
| ------------------------------------------- | ------------------------------------------- | ------------------------------------------- | ------------------------------------------- | ------------------------------------------- | ------------------------------------------- | ------------------------------------------- | ------------------------------------------- | ------------------------------------------- | ------------------------------------------- |
| 20.                                         | Amor Fati                                   | 3:03                                        |                                             |                                             |                                             |                                             |                                             |                                             |                                             |
| 21.                                         | Moi d'avant                                 | 2:58                                        |                                             |                                             |                                             |                                             |                                             |                                             |                                             |
| 6:01                                        |                                             |                                             |                                             |                                             |                                             |                                             |                                             |                                             |                                             |

| Vivaldi : Vík (2023, Low Wood / Play Two) | Vivaldi : Vík (2023, Low Wood / Play Two) | Vivaldi : Vík (2023, Low Wood / Play Two) | Vivaldi : Vík (2023, Low Wood / Play Two) | Vivaldi : Vík (2023, Low Wood / Play Two) | Vivaldi : Vík (2023, Low Wood / Play Two) | Vivaldi : Vík (2023, Low Wood / Play Two) | Vivaldi : Vík (2023, Low Wood / Play Two) | Vivaldi : Vík (2023, Low Wood / Play Two) | Vivaldi : Vík (2023, Low Wood / Play Two) |
| No                                        | Titre                                     | Durée                                     |                                           |                                           |                                           |                                           |                                           |                                           |                                           |
| ----------------------------------------- | ----------------------------------------- | ----------------------------------------- | ----------------------------------------- | ----------------------------------------- | ----------------------------------------- | ----------------------------------------- | ----------------------------------------- | ----------------------------------------- | ----------------------------------------- |
| 22.                                       | Dernière page                             | 4:04                                      |                                           |                                           |                                           |                                           |                                           |                                           |                                           |
| 23.                                       | Interlude Enda                            | 1:21                                      |                                           |                                           |                                           |                                           |                                           |                                           |                                           |
| 5:25                                      |                                           |                                           |                                           |                                           |                                           |                                           |                                           |                                           |                                           |

| Amaru (2024, Play Two) | Amaru (2024, Play Two) | Amaru (2024, Play Two) | Amaru (2024, Play Two) | Amaru (2024, Play Two) | Amaru (2024, Play Two) | Amaru (2024, Play Two) | Amaru (2024, Play Two) | Amaru (2024, Play Two) | Amaru (2024, Play Two) |
| No                     | Titre                  | Durée                  |                        |                        |                        |                        |                        |                        |                        |
| ---------------------- | ---------------------- | ---------------------- | ---------------------- | ---------------------- | ---------------------- | ---------------------- | ---------------------- | ---------------------- | ---------------------- |
| 1.                     | Homeland               |                        |                        |                        |                        |                        |                        |                        |                        |
| 2.                     | 500 m2                 | 2:49                   |                        |                        |                        |                        |                        |                        |                        |
| 3.                     | Oh Mama                | 2:54                   |                        |                        |                        |                        |                        |                        |                        |
| 4.                     | 2 Foi                  |                        |                        |                        |                        |                        |                        |                        |                        |
| 5.                     | Niamey                 |                        |                        |                        |                        |                        |                        |                        |                        |
| 6.                     | God Bless              |                        |                        |                        |                        |                        |                        |                        |                        |
| 7.                     | Amaru                  | 1:38                   |                        |                        |                        |                        |                        |                        |                        |
| 8.                     | Revends revends        |                        |                        |                        |                        |                        |                        |                        |                        |
| 9.                     | 2 Sistas               | 3:18                   |                        |                        |                        |                        |                        |                        |                        |
| 10.                    | 404, Pt. 2             | 3:14                   |                        |                        |                        |                        |                        |                        |                        |
| 11.                    | Roi 12 12              |                        |                        |                        |                        |                        |                        |                        |                        |
| 12.                    | Mami Nyanga            |                        |                        |                        |                        |                        |                        |                        |                        |
| 13.                    | Pardon                 |                        |                        |                        |                        |                        |                        |                        |                        |
| 14.                    | Safari                 |                        |                        |                        |                        |                        |                        |                        |                        |
| 40:00                  |                        |                        |                        |                        |                        |                        |                        |                        |                        |

### Mixtapes
| Indépendant (2017, Ombre et Lumière) | Indépendant (2017, Ombre et Lumière) | Indépendant (2017, Ombre et Lumière) | Indépendant (2017, Ombre et Lumière) | Indépendant (2017, Ombre et Lumière) | Indépendant (2017, Ombre et Lumière) | Indépendant (2017, Ombre et Lumière) | Indépendant (2017, Ombre et Lumière) | Indépendant (2017, Ombre et Lumière) | Indépendant (2017, Ombre et Lumière) |
| No                                   | Titre                                | Durée                                |                                      |                                      |                                      |                                      |                                      |                                      |                                      |
| ------------------------------------ | ------------------------------------ | ------------------------------------ | ------------------------------------ | ------------------------------------ | ------------------------------------ | ------------------------------------ | ------------------------------------ | ------------------------------------ | ------------------------------------ |
| 1.                                   | Sarajevo                             | 3:38                                 |                                      |                                      |                                      |                                      |                                      |                                      |                                      |
| 2.                                   | Homicide                             | 3:58                                 |                                      |                                      |                                      |                                      |                                      |                                      |                                      |
| 3.                                   | Gustavo                              | 3:44                                 |                                      |                                      |                                      |                                      |                                      |                                      |                                      |
| 4.                                   | Litty (Remix)                        | 3:02                                 |                                      |                                      |                                      |                                      |                                      |                                      |                                      |
| 5.                                   | Jacques a dit (feat. Mad)            | 3:37                                 |                                      |                                      |                                      |                                      |                                      |                                      |                                      |
| 6.                                   | Block                                | 4:06                                 |                                      |                                      |                                      |                                      |                                      |                                      |                                      |
| 7.                                   | Grosse folle                         | 3:05                                 |                                      |                                      |                                      |                                      |                                      |                                      |                                      |
| 8.                                   | Bois                                 | 3:19                                 |                                      |                                      |                                      |                                      |                                      |                                      |                                      |
| 9.                                   | FUPM (feat. Vesti, Braki)            | 4:16                                 |                                      |                                      |                                      |                                      |                                      |                                      |                                      |
| 10.                                  | Miracle                              | 2:36                                 |                                      |                                      |                                      |                                      |                                      |                                      |                                      |
| 35:26                                |                                      |                                      |                                      |                                      |                                      |                                      |                                      |                                      |                                      |

| Antidote (2018, Ombre et Lumière) | Antidote (2018, Ombre et Lumière) | Antidote (2018, Ombre et Lumière) | Antidote (2018, Ombre et Lumière) | Antidote (2018, Ombre et Lumière) | Antidote (2018, Ombre et Lumière) | Antidote (2018, Ombre et Lumière) | Antidote (2018, Ombre et Lumière) | Antidote (2018, Ombre et Lumière) | Antidote (2018, Ombre et Lumière) |
| No                                | Titre                             | Durée                             |                                   |                                   |                                   |                                   |                                   |                                   |                                   |
| --------------------------------- | --------------------------------- | --------------------------------- | --------------------------------- | --------------------------------- | --------------------------------- | --------------------------------- | --------------------------------- | --------------------------------- | --------------------------------- |
| 1.                                | Liasse                            | 2:15                              |                                   |                                   |                                   |                                   |                                   |                                   |                                   |
| 2.                                | Bonaparte                         | 3:29                              |                                   |                                   |                                   |                                   |                                   |                                   |                                   |
| 3.                                | Sale Affaire                      | 2:52                              |                                   |                                   |                                   |                                   |                                   |                                   |                                   |
| 4.                                | Biff                              | 2:47                              |                                   |                                   |                                   |                                   |                                   |                                   |                                   |
| 5.                                | Puerto Rico                       | 3:13                              |                                   |                                   |                                   |                                   |                                   |                                   |                                   |
| 6.                                | Mea Culpa                         | 3:14                              |                                   |                                   |                                   |                                   |                                   |                                   |                                   |
| 7.                                | Boumara                           | 3:10                              |                                   |                                   |                                   |                                   |                                   |                                   |                                   |
| 8.                                | Mauvaise Idée                     | 3:09                              |                                   |                                   |                                   |                                   |                                   |                                   |                                   |
| 9.                                | Violence                          | 3:02                              |                                   |                                   |                                   |                                   |                                   |                                   |                                   |
| 10.                               | Un Peu Trop                       | 3:05                              |                                   |                                   |                                   |                                   |                                   |                                   |                                   |
| 11.                               | Fais Un Voeu                      | 3:04                              |                                   |                                   |                                   |                                   |                                   |                                   |                                   |
| 33:25                             |                                   |                                   |                                   |                                   |                                   |                                   |                                   |                                   |                                   |

| Rescapé (2020, Low Wood) | Rescapé (2020, Low Wood)       | Rescapé (2020, Low Wood) | Rescapé (2020, Low Wood) | Rescapé (2020, Low Wood) | Rescapé (2020, Low Wood) | Rescapé (2020, Low Wood) | Rescapé (2020, Low Wood) | Rescapé (2020, Low Wood) | Rescapé (2020, Low Wood) |
| No                       | Titre                          | Durée                    |                          |                          |                          |                          |                          |                          |                          |
| ------------------------ | ------------------------------ | ------------------------ | ------------------------ | ------------------------ | ------------------------ | ------------------------ | ------------------------ | ------------------------ | ------------------------ |
| 1.                       | Vvs                            | 2:29                     |                          |                          |                          |                          |                          |                          |                          |
| 2.                       | Béni (feat. Roshi (rappeur))   | 2:35                     |                          |                          |                          |                          |                          |                          |                          |
| 3.                       | 5000 otages (feat. So La Lune) | 3:04                     |                          |                          |                          |                          |                          |                          |                          |
| 4.                       | Mélodie glorieuse              | 3:07                     |                          |                          |                          |                          |                          |                          |                          |
| 5.                       | Deutch (feat. ZeGuerre)        | 3:22                     |                          |                          |                          |                          |                          |                          |                          |
| 6.                       | Zone Ouest (feat. M.A.D)       | 2:43                     |                          |                          |                          |                          |                          |                          |                          |
| 7.                       | Un doute (feat. Jok'Air)       | 3:06                     |                          |                          |                          |                          |                          |                          |                          |
| 21:15                    |                                |                          |                          |                          |                          |                          |                          |                          |                          |

| KJU (2024, Low Wood / Play Two) | KJU (2024, Low Wood / Play Two) | KJU (2024, Low Wood / Play Two) | KJU (2024, Low Wood / Play Two) | KJU (2024, Low Wood / Play Two) | KJU (2024, Low Wood / Play Two) | KJU (2024, Low Wood / Play Two) | KJU (2024, Low Wood / Play Two) | KJU (2024, Low Wood / Play Two) | KJU (2024, Low Wood / Play Two) |
| No                              | Titre                           | Durée                           |                                 |                                 |                                 |                                 |                                 |                                 |                                 |
| ------------------------------- | ------------------------------- | ------------------------------- | ------------------------------- | ------------------------------- | ------------------------------- | ------------------------------- | ------------------------------- | ------------------------------- | ------------------------------- |
| 1.                              | KJU                             | 2:29                            |                                 |                                 |                                 |                                 |                                 |                                 |                                 |
| 2.                              | Police Tue                      | 2:58                            |                                 |                                 |                                 |                                 |                                 |                                 |                                 |
| 3.                              | Hara-kiri                       | 2:44                            |                                 |                                 |                                 |                                 |                                 |                                 |                                 |
| 4.                              | Pi                              | 3:00                            |                                 |                                 |                                 |                                 |                                 |                                 |                                 |
| 5.                              | Jardin (feat. So La Lune)       | 3:02                            |                                 |                                 |                                 |                                 |                                 |                                 |                                 |
| 6.                              | Rizière                         | 3:12                            |                                 |                                 |                                 |                                 |                                 |                                 |                                 |
| 7.                              | Quartier                        | 3:03                            |                                 |                                 |                                 |                                 |                                 |                                 |                                 |
| 8.                              | Extinction                      | 2:45                            |                                 |                                 |                                 |                                 |                                 |                                 |                                 |
| 9.                              | KN-24 (feat. Osirus Jack)       | 2:42                            |                                 |                                 |                                 |                                 |                                 |                                 |                                 |
| 10.                             | Owen                            | 2:51                            |                                 |                                 |                                 |                                 |                                 |                                 |                                 |
| 11.                             | Statut                          | 2:48                            |                                 |                                 |                                 |                                 |                                 |                                 |                                 |
| 12.                             | Espace Temps                    | 3:37                            |                                 |                                 |                                 |                                 |                                 |                                 |                                 |
| 35:00                           |                                 |                                 |                                 |                                 |                                 |                                 |                                 |                                 |                                 |

### EPs
| 4SAISONS 'HIVER' (2022, Low Wood) | 4SAISONS 'HIVER' (2022, Low Wood) | 4SAISONS 'HIVER' (2022, Low Wood) | 4SAISONS 'HIVER' (2022, Low Wood) | 4SAISONS 'HIVER' (2022, Low Wood) | 4SAISONS 'HIVER' (2022, Low Wood) | 4SAISONS 'HIVER' (2022, Low Wood) | 4SAISONS 'HIVER' (2022, Low Wood) | 4SAISONS 'HIVER' (2022, Low Wood) | 4SAISONS 'HIVER' (2022, Low Wood) |
| No                                | Titre                             | Durée                             |                                   |                                   |                                   |                                   |                                   |                                   |                                   |
| --------------------------------- | --------------------------------- | --------------------------------- | --------------------------------- | --------------------------------- | --------------------------------- | --------------------------------- | --------------------------------- | --------------------------------- | --------------------------------- |
| 1.                                | Encore                            | 3:22                              |                                   |                                   |                                   |                                   |                                   |                                   |                                   |
| 2.                                | Douleur                           | 3:15                              |                                   |                                   |                                   |                                   |                                   |                                   |                                   |
| 3.                                | Céline (featuring So La Lune)     | 2:45                              |                                   |                                   |                                   |                                   |                                   |                                   |                                   |
| 4.                                | AR                                | 3:10                              |                                   |                                   |                                   |                                   |                                   |                                   |                                   |
| 5.                                | Univers 7                         | 2:53                              |                                   |                                   |                                   |                                   |                                   |                                   |                                   |
| 6.                                | Nanga Boko                        | 2:49                              |                                   |                                   |                                   |                                   |                                   |                                   |                                   |
| 7.                                | Hiver                             | 3:20                              |                                   |                                   |                                   |                                   |                                   |                                   |                                   |
| 21:36                             |                                   |                                   |                                   |                                   |                                   |                                   |                                   |                                   |                                   |

| 4SAISONS 'PRINTEMPS' (2022, Low Wood) | 4SAISONS 'PRINTEMPS' (2022, Low Wood) | 4SAISONS 'PRINTEMPS' (2022, Low Wood) | 4SAISONS 'PRINTEMPS' (2022, Low Wood) | 4SAISONS 'PRINTEMPS' (2022, Low Wood) | 4SAISONS 'PRINTEMPS' (2022, Low Wood) | 4SAISONS 'PRINTEMPS' (2022, Low Wood) | 4SAISONS 'PRINTEMPS' (2022, Low Wood) | 4SAISONS 'PRINTEMPS' (2022, Low Wood) | 4SAISONS 'PRINTEMPS' (2022, Low Wood) |
| No                                    | Titre                                 | Durée                                 |                                       |                                       |                                       |                                       |                                       |                                       |                                       |
| ------------------------------------- | ------------------------------------- | ------------------------------------- | ------------------------------------- | ------------------------------------- | ------------------------------------- | ------------------------------------- | ------------------------------------- | ------------------------------------- | ------------------------------------- |
| 1.                                    | Printemps                             | 3:01                                  |                                       |                                       |                                       |                                       |                                       |                                       |                                       |
| 2.                                    | 2 places (featuring Leto)             | 3:01                                  |                                       |                                       |                                       |                                       |                                       |                                       |                                       |
| 3.                                    | Rançon                                | 3:03                                  |                                       |                                       |                                       |                                       |                                       |                                       |                                       |
| 4.                                    | Maison Margiela                       | 2:49                                  |                                       |                                       |                                       |                                       |                                       |                                       |                                       |
| 5.                                    | Haussmannien (featuring Mac Tyer)     | 3:19                                  |                                       |                                       |                                       |                                       |                                       |                                       |                                       |
| 6.                                    | Imparfait                             | 2:31                                  |                                       |                                       |                                       |                                       |                                       |                                       |                                       |
| 7.                                    | Tesla                                 | 2:15                                  |                                       |                                       |                                       |                                       |                                       |                                       |                                       |
| 20:02                                 |                                       |                                       |                                       |                                       |                                       |                                       |                                       |                                       |                                       |

| 4SAISONS 'ETE' (2022, Low Wood) | 4SAISONS 'ETE' (2022, Low Wood) | 4SAISONS 'ETE' (2022, Low Wood) | 4SAISONS 'ETE' (2022, Low Wood) | 4SAISONS 'ETE' (2022, Low Wood) | 4SAISONS 'ETE' (2022, Low Wood) | 4SAISONS 'ETE' (2022, Low Wood) | 4SAISONS 'ETE' (2022, Low Wood) | 4SAISONS 'ETE' (2022, Low Wood) | 4SAISONS 'ETE' (2022, Low Wood) |
| No                              | Titre                           | Durée                           |                                 |                                 |                                 |                                 |                                 |                                 |                                 |
| ------------------------------- | ------------------------------- | ------------------------------- | ------------------------------- | ------------------------------- | ------------------------------- | ------------------------------- | ------------------------------- | ------------------------------- | ------------------------------- |
| 1.                              | Fila                            | 2:27                            |                                 |                                 |                                 |                                 |                                 |                                 |                                 |
| 2.                              | Nou Camp                        | 2:57                            |                                 |                                 |                                 |                                 |                                 |                                 |                                 |
| 3.                              | Titulaire                       | 2:49                            |                                 |                                 |                                 |                                 |                                 |                                 |                                 |
| 4.                              | Papillon                        | 3:22                            |                                 |                                 |                                 |                                 |                                 |                                 |                                 |
| 5.                              | Fashion Week                    | 2:30                            |                                 |                                 |                                 |                                 |                                 |                                 |                                 |
| 6.                              | La vie noire                    | 2:46                            |                                 |                                 |                                 |                                 |                                 |                                 |                                 |
| 7.                              | Docteur                         | 2:31                            |                                 |                                 |                                 |                                 |                                 |                                 |                                 |
| 19:25                           |                                 |                                 |                                 |                                 |                                 |                                 |                                 |                                 |                                 |

| 4SAISONS 'AUTOMNE' (2022, Low Wood) | 4SAISONS 'AUTOMNE' (2022, Low Wood)       | 4SAISONS 'AUTOMNE' (2022, Low Wood) | 4SAISONS 'AUTOMNE' (2022, Low Wood) | 4SAISONS 'AUTOMNE' (2022, Low Wood) | 4SAISONS 'AUTOMNE' (2022, Low Wood) | 4SAISONS 'AUTOMNE' (2022, Low Wood) | 4SAISONS 'AUTOMNE' (2022, Low Wood) | 4SAISONS 'AUTOMNE' (2022, Low Wood) | 4SAISONS 'AUTOMNE' (2022, Low Wood) |
| No                                  | Titre                                     | Durée                               |                                     |                                     |                                     |                                     |                                     |                                     |                                     |
| ----------------------------------- | ----------------------------------------- | ----------------------------------- | ----------------------------------- | ----------------------------------- | ----------------------------------- | ----------------------------------- | ----------------------------------- | ----------------------------------- | ----------------------------------- |
| 1.                                  | Tupac                                     | 2:20                                |                                     |                                     |                                     |                                     |                                     |                                     |                                     |
| 2.                                  | Dernier chevalier                         | 3:15                                |                                     |                                     |                                     |                                     |                                     |                                     |                                     |
| 3.                                  | Maudit                                    | 3:49                                |                                     |                                     |                                     |                                     |                                     |                                     |                                     |
| 4.                                  | Mille feuilles                            | 3:19                                |                                     |                                     |                                     |                                     |                                     |                                     |                                     |
| 5.                                  | Homologue (featuring Norsacce Berlusconi) | 3:08                                |                                     |                                     |                                     |                                     |                                     |                                     |                                     |
| 6.                                  | Petit vélo                                | 2:23                                |                                     |                                     |                                     |                                     |                                     |                                     |                                     |
| 7.                                  | Antidote                                  | 3:05                                |                                     |                                     |                                     |                                     |                                     |                                     |                                     |
| 21:23                               |                                           |                                     |                                     |                                     |                                     |                                     |                                     |                                     |                                     |

### Singles
- 2015 :
  - Sarajevo
  - Freestyle de l'ombre #Audi
  - Freestyle de l'ombre #2016FollowMe
- 2016 :
  - Block
  - Grosse folle
  - Bois
  - Homicide
- 2017 : Jacques a dit (feat. Mad)
- 2018 :
  - Pas des nôtres
  - Violence #QDLV
  - Un peu trop #QDLV2
  - Bonaparte
  - La vie est belle
- 2020 :
  - Pouvoir des mots
  - Cours
  - Béni (feat. Roshi)
  - Rescapé (#Punition3)
  - Mélodie glorieuse
  - Punition 4
- 2021 :
  - Ennemis
  - Lewandowski
  - Sentiments
  - VZ61
  - Laisse-les
  - Level Up
  - Promis
  - Izanagi
  - Izanami
- 2022 :
  - K2
  - Douleur
  - Céline (feat. So La Lune)
  - 2 places (feat. Leto)
  - Haussmannien (feat. Mac Tyer)
  - Hinata
  - Nou Camp
  - Maudit
  - Homologue (feat. Norsacce Berlusconi)
- 2023 :
  - Old Boy - En attendant Vivaldi
  - Apnée - En attendant Vivaldi
  - 400m2
  - Nouvelle Map
  - Porte des étoiles (feat. Genezio)
  - Extinction
- 2024 :
  - Okocha
  - Milla
  - Weah
  - 500m2
  - Oh Mama
  - Amaru
  - 2 Sistas
  - 404, Pt.2
  - Boosk'Amaru (uniquement sur YouTube)

### Apparitions
- 2019 : Elh Kmer - Drames & Bougies (sur la mixtape Game Over Volume 2)
- 2020 : So La Lune feat. Elh Kmer - Alicante (sur l'album Tsuki)
- 2022 : MIZI feat. Elh Kmer - Boulogne Bizness
- 2022 : KR Malsain feat. Elh Kmer - Riquelme (sur l'album Paris Sud)
- 2023 : Kabe & Opiat feat. Elh Kmer - Kapie (sur l'album Księga Dżungli)
- 2024 : 2 Mètres feat. Elh Kmer - Choisis (sur l'album 92 Life)